# Mediemagasinet
Mediemagasinet var ett granskande dokumentärprogram i Sveriges Television, med mål att granska massmedias roll i Sverige och världen.
Programmet började sändas 2000. 2006 lades programmet ned på grund av bland annat Olympiska vinterspelen 2006 i Turin och valet.[källa behövs]
Mediemagasinet granskade Sveriges Television hårt och vid nedläggningen blev det en diskussion om det var orsaken till att programmet lades ned. Sedan programmet lades ned 2006 har SVT (2018) inte haft något mediegranskande program.